# Erepta setiliris
Espèce
Erepta setiliris est une espèce de mollusques gastéropodes terrestres de la famille des Helicarionidae. Cette espèce est endémique de La Réunion.